# 禹亳铁路
禹亳铁路是一条起自平顶山郏县，经禹州市、许昌市、许昌县、鄢陵县、扶沟县、太康县、鹿邑县至亳州市的铁路，横跨河南和安徽两省，并向东连接三洋铁路至扬州、南通洋口港和上海。全线总里程537公里，投资总估算158亿元。一期线路途经4个地级市，线路全长380公里，投资估算72亿元，由河南禹亳铁路发展有限公司建设。该铁路是一条以煤运为主、兼顾客运的区域性铁路，为河南省地方铁路干线。

## 一期和二期工程
禹亳铁路分两期进行建设，一期工程建设许昌东-禹州段和苏桥-灵井联络线，线路总长92公里，投资概算33亿元已于2013年6月29日试运营，2014年6月22日正式通车；二期工程建设许昌东-亳州段和禹州-郏县段，禹郏段将于2014年8月开通。

## 未来规划
禹亳铁路主线计划向西延伸至汝州、三门峡，成为三洋铁路的组成部分之一，连接国家煤运干线焦柳铁路、蒙华铁路。
此外，为了更好的服务沿线地区经济发展，还将建设太康-淮阳-郸城-界首、扶沟-开封支线。